# Eligma laetepicta
Eligma laetepicta är en fjärilsart som beskrevs av Charles Oberthür 1893. Eligma laetepicta ingår i släktet Eligma och familjen trågspinnare. Inga underarter finns listade i Catalogue of Life.